# Desa Cibatu (administrativ by i Indonesien, lat -6,50, long 107,53)
Desa Cibatu är en administrativ by i Indonesien.   Den ligger i provinsen Jawa Barat, i den västra delen av landet, 80 km öster om huvudstaden Jakarta.